# الفجرة (إب)

تعديل مصدري - تعديل

الفجرة محلة تابعة لقرية السلق، التابعة لعزلة ميتم بمديرية إب إحدى مديريات محافظة إب في الجمهورية اليمنية.، بلغ تعداد سكانها 189 حسب تعداد اليمن لعام 2004.